# متنة (صنعاء)

تعديل مصدري - تعديل

متنة هي مدينة ومركز مديرية بني مطر بمحافظة صنعاء اليمنية، بلغ تعداد سكانها 3243 نسمة حسب الإحصاء الذي أجري عام 2004.